# El detectiu Conan
El detectiu Conan (名探偵コナン, Meitantei Conan) és una sèrie detectivesca japonesa creada i dibuixada per Gosho Aoyama. Es publica com a còmic manga a la revista Weekly Shōnen Sunday des del 1994, i se n'han editat fins ara 104 volums tankōbon. Planeta DeAgostini ha publicat en català els 14 primers. La història gira al voltant de Shinichi Kudo, un detectiu adolescent a qui fan prendre un verí que l'encongeix i el converteix en un nen de set anys.
La sèrie s'ha adaptat en un anime produït per TMS Entertainment i Yomiuri Telecasting Corporation des del 1996. S'emet cada dissabte a les 6 de la vesprada a Yomiuri TV i consta de 1161 episodis, segons la numeració japonesa, i 1219 segons la internacional (dels quals 1149/1206 estan doblats al català), així com de 27 pel·lícules (totes doblades al català). Als Països Catalans s'ha emès al K3, dins del 3xl.net, i més tard al Canal Super3, a Canal Nou Dos i a IB3. Actualment s'emet a l'SX3.

## Argument
En Shinichi Kudo és un detectiu adolescent que tot sovint ajuda la policia a resoldre casos. Durant una trobada amb la Ran Mouri, la seva amiga de la infància, en un parc d'atraccions, en Shinichi veu dos homes vestits de negre fent un intercanvi sospitós. El descobreixen i li fan prendre un verí experimental amb la intenció de matar-lo. Tanmateix, un efecte secundari fa que en Shinichi s'encongeixi i es converteixi en un nen petit. Amb l'ajuda del doctor Agasa, el seu veí inventor, adopta la identitat d'en Conan Edogawa, nom format a partir dels d'Arthur Conan Doyle i Edogawa Ranpo. Així vol evitar que els que l'han encongit, l'Organització dels Homes de Negre, el trobin i el matin a ell i als del seu voltant. Precisament per aquesta raó decideix no revelar la seva identitat a ningú més. Se'n va a viure a casa de la Ran i el seu pare, el mediocre detectiu privat Kogoro Mouri, on espera investigar sobre els que l'han encongit.
En Shinichi es matricula a l'escola primària, on fa amistat amb un grup de nens que formaran la Lliga de Detectius Júnior, i resol els casos en nom d'en Kogoro Mouri fent ús d'un llaç transformador de veu i un rellotge amb dards anestèsics creats pel doctor Agasa.
Durant la investigació per desemmascarar l'Organització i trobar un antídot del verí que l'ha empetitit, en Shinichi coneixerà antics membres d'aquest grup criminal, com l'Ai Haibara —qui s'ha pres el verí per fugir-ne—, i ajudarà l'FBI a infiltrar-hi una agent com a espia.

## Personatges principals
- Shinichi Kudo / Conan Edogawa: El protagonista. Estudiant de 17 anys i conegut detectiu adolescent convertit en un nen de 7 anys després de prendre la droga APTX 4869. Enamorat de la Ran, ara viu a casa seva i va a l'escola primària mentre investiga l'Organització dels Homes de Negre i resol tot de casos fent-se passar per en Kogoro Mouri amb l'ajuda d'un transformador de veu.
- Ran Mouri: Amiga d'infantesa d'en Shinichi. N'està enamorada i sempre se'n preocupa. Acompanya el seu pare i en Conan als casos, i ha arribat a sospitar en diverses ocasions que aquest últim podria ser en Shinichi. És la capitana de l'equip de karate de l'institut.
- Kogoro Mouri: Pare de la Ran. Detectiu privat i expolicia. La seva fama es dispara quan arriba en Conan a casa seva i li resol els casos anestesiant-lo sense que ell en sigui conscient. Així es guanya el sobrenom de Kogoro dorment. És addicte al tabac, a l'alcohol, a les curses de cavalls i als concerts de la Yoko Okino.
- Hiroshi Agasa: Té 53 anys, és un investigador i inventor autònom força maldestre que sempre que pot ajuda en Shinichi, ja que ell coneix la seva veritable identitat. Crea invents útils i ben camuflats per tal que en Conan pugui resoldre els casos sense gaire problemes. Es preocupa dels nens de la Lliga de Detectius Júnior i els fa de cangur tot sovint. Acull l'Ai Haibara a casa seva.

## Manga
Detectiu Conan es va publicar per primera vegada el 1994 en una època d'apogeu dels mangues de misteri; el primer capítol va aparèixer a la revista Weekly Shōnen Sunday el 19 de gener. Aoyama diu que ha rebut influències de les històries d'Arsène Lupin, Sherlock Holmes i les pel·lícules de samurais d'Akira Kurosawa. Quan està escrivint un capítol, procura que els diàlegs siguin simples i dedica una mitjana de quatre hores a cada cas, dotze als més complicats. El 2017 va explicar que treballava una mitjana de 20 hores diàries durant cinc dies a la setmana, amb només tres pauses d'un quart d'hora per menjar i un descans de tres hores per dormir. Tot això malgrat disposar d'un equip de sis persones que l'ajuden en la seva tasca. Cada cas s'allarga durant diversos capítols (excepte un grapat de casos més breus que només en necessiten un) i es resol al final explicant la solució amb termes senzills. La sèrie encara és en actiu: es publica un capítol nou cada dimecres a la Weekly Shōnen Sunday, i ja s'han superat els 1.000. Els capítols s'agrupen en volums tankōbon que publica cada pocs mesos l'editorial Shogakukan; el primer va sortir el 18 de juliol del 1994 i ja en són 98.
L'editorial Planeta DeAgostini va publicar en català els vuit primers volums entre el 2004 i el 2008; el novè i el desè el 2020 i l'onzè, el dotzè i el tretzè el 2023. A Catalunya, la mateixa editorial també publica el manga en castellà: s'han posat a la venda més de 80 volums dividits en tres col·leccions diferents. Es converteix així en el manga més llarg publicat a Catalunya.
En total, el manga s'ha traduït a 21 idiomes i està present a 22 estats (Alemanya, Canadà, Espanya, els Estats Units d'Amèrica, Filipines, França, Hong Kong, Itàlia, Malàisia i el Regne Unit, entre d'altres).

## Anime
La versió d'anime d'El detectiu Conan és una producció de TMS Entertainment i Yomiuri Telecasting Corporation, amb el títol original Meitantei Conan (名探偵コナン). Les diferències entre l'anime i el manga són bastant notòries i el principal canvi són els episodis de farciment. Aquesta adaptació animada, que ja supera els 1.100 episodis i ha estrenat 27 pel·lícules i diversos OVAs i especials, es va emetre per primera vegada el 8 de gener del 1996 al canal de televisió japonès Nippon TV, i s'emet cada dissabte a les 6 de la vesprada a YTV.
En català s'han fet tres doblatges diferents de la sèrie: en dialecte central, en valencià, i en balear, emesos per Televisió de Catalunya, Televisió Valenciana
(posteriorment À Punt) i Televisió de les Illes Balears respectivament. A Catalunya s'han emès en català central els primers 1.207 episodis segons la numeració internacional (1.149 segons la japonesa) als canals de Televisió de Catalunya: K3, dins del 3xl.cat, i posteriorment al Canal Super3 i SX3, convertint-se en la llengua no-asiàtica amb més episodis doblats de la franquícia. La primera emissió va ser el 17 de maig del 2001. TVC ha emès també les primeres vint-i-cinc pel·lícules.
Al País Valencià s'han emès en la varietat valenciana i sota el títol Detectiu Conan els primers 456 episodis (422 segons numeració japonesa) de la sèrie a Nou 2, entre els anys 2010 i 2011. Posteriorment, À Punt també ha emés aquests capítols. I a les Illes Balears s'han emès els primers 50 episodis (numeració internacional) doblats en la varietat balear de l'idioma a IB3 sota el títol El detectiu Conan, entre els anys 2007 i 2010. Aquesta versió contenia una censura que consistia a redibuixar digitalment les escenes per tal d'eliminar sang.
Actualment, la sèrie en català s'emet al canal SX3. El detectiu Conan s'ha emès pels següents canals:
| Llengua    | País            | Canal de televisió | Distribuïdora                | Episodis emesos (Numeració japonesa)                                                                                         |
| ---------- | --------------- | --- | ---------------------------- | --- |
| Japonès    | Japó            | En obert: Yomiuri TV, Nippon Television De pagament: Animax                                                            | TMS Entertainment            | 1155 (en emissió) |
| Català     | Catalunya       | En obert: TVC (K3, Canal Super 3, SX3)                                                                                 | Manga Films Arait Multimedia | 1149 (en emissió) |
| Català     | País Valencià   | En obert: RTVV (Punt 2, Nou 2), CVMC (À Punt)                                                                          | Arait Multimedia             | 422 |
| Català     | Illes Balears   | En obert: IB3 | Arait Multimedia             | 49 |
| Gallec     | Galícia         | En obert: TVG (G2) | Arait Multimedia             | De l'1 al 325 (japonesa) / De l'1 al 350 (internacional) / Des del 694 (japonesa) / Des del 746 (internacional) (en emissió) |
| Euskera    | Euskadi         | En obert: ETB (ETB 1) De pagament: Betizu                                                                              | Arait Multimedia             | 99 |
| Castellà   | Espanya         | En obert: Antena 3, Canal Sur 2, K30 TV, Aragón TV, Castilla-La Mancha Televisión De pagament: Cartoon Network, Animax | Manga Films Arait Multimedia | 351 (emesos) 376 (doblats)                                                                                                   |
| Castellà   | Mèxic           | TV Azteca | Cloverway                    | 123 |
| Castellà   | Xile            | Chilevisión, ETC, Liv TV, Red TV                                                                                       | Cloverway                    | 124-288 (nou doblatge) |
| Portuguès  | Portugal        | En obert: SIC De pagament: Animax (VO subtitulat)                                                                      | Arait Multimedia             | 26 (doblats) Eps. 122-243 en VO                                                                                              |
| Francès    | França          | En obert: France 3, NT 1 De pagament: Cartoon Network, Mangas, J-One (VO subtitulat)                                   | AB Group                     | 172 (emesos) 214 (doblats) Des del 761 en VO                                                                                 |
| Italià     | Itàlia          | En obert: Mediaset (Italia 1, Italia 2) De pagament: Italia Teen Television, Hiro                                      |                              | 724 |
| Alemany    | Alemanya        | En obert: RTL II, VIVA, ProSieben MAXX                                                                                 |                              | 400 (en emissió) |
| Anglès     | Estats Units    | De pagament: Adult Swim                                                                                                | Funimation                   | 124 |
| Anglès     | Diversos països | De pagament: Crunchyroll i Netflix                                                                                     | Crunchyroll i Netflix        | Des del 754 en VO |
| Anglès     | Hong Kong       | TVB, Animax |                              | |
| Anglès     | Singapur        | Animax |                              | |
| Coreà      | Corea del Sud   | Tooniverse |                              | 903 (en emissió) |
| Xinès      | Xina            | CTS, SET Metro, Animax                                                                                                 |                              | 813 (en emissió) |
| Tagal      | Filipines       | GMA7, Animax |                              | 255 |
| Indonesi   | Indonèsia       | Elex Media Komputindo, Animax                                                                                          |                              | |
| Malai      | Malàisia        | TV.3, Animax |                              | |
| Tailandès  | Tailàndia       | Modern Nine TV, Animax                                                                                                 |                              | 874 (en emissió) |
| Vietnamita | Vietnam         | NXB Kim Đồng |                              | 237 |

### Música
El detectiu Conan té una banda sonora molt extensa. Hi ha moltes cançons que han estat utilitzades als crèdits d'obertura o openings (més de 50) i als crèdits finals o endings (més de 70), així com als crèdits de les pel·lícules (més de 20). Cantants japonesos reconeguts com Mai Kuraki, B'z, Zard, Garnet Crow o Rina Aiuchi, entre d'altres, han interpretat les seves cançons per a la sèrie. De fet, el 25 de juliol del 2017 es va fer públic que Mai Kuraki, gràcies a l'anime de Detectiu Conan, havia batut el Rècord Guiness de ser la cantant amb més cançons d'una sèrie d'animació, amb 21 temes.
En la versió valenciana de Detectiu Conan (emesa per Canal 9 i, més recentment, per À Punt), s'han doblat al català algunes de les cançons de la sèrie.
Les músiques i melodies que se senten de fons als episodis, pel·lícules i OVA han estat compostes pel músic Katsuo Ohno.

### Pel·lícules
S'han estrenat 27 pel·lícules basades en la sèrie El detectiu Conan, amb l'animació a càrrec de TMS Entertainment i produïdes per Yomiuri Telecasting Corporation, Nippon Television, ShoPro, i Tōhō. Les set primeres les va dirigir Kenji Kodama; els films del vuitè al quinzè, Yasuichiro Yamamoto, i a partir del setzè, Kobun Shizuno. S'han estrenat cada mes d'abril des de l'any 1997 amb la primera producció El detectiu Conan: El gratacel explosiu, llevat de l'any 2020 per la pandèmia de COVID-19. Cada pel·lícula s'ha adaptat en dos anime còmics publicats el mateix any.
La segona pel·lícula i les successives van entrar al rànquing dels vint llargmetratges d'anime més taquillers del Japó. Fa set anys que la franquícia bat el rècord de recaptació de la saga amb cada pel·lícula que s'estrena als cinemes. Així, el 22è film, El cas Zero (2018), que va recaptar més de 8.200 milions de iens (uns 64 milions d'euros) i encapçalà la llista de pel·lícules més vistes al Japó durant sis setmanes consecutives, fou superat pels més de 9.100 milions de iens (uns 87 milions d'euros) de recaptació del 23è film, El puny de safir blau (2019). Als Països Catalans a partir de la 22à pel·lícula totes s'han estrenat doblades en cinemes.
La distribuïdora Alfa Pictures va anunciar que el vint-i-quatrè film de la franquícia s'estrenaria als cinemes dels Països Catalans el 23 d'abril de 2021, doblada al català, mentre que The Scarlet Alibi es va emetre doblada en català un any després al SX3 i es va publicar en versió DVD. La vint-i-cinquena pel·lícula La núvia de Halloween, estrenada el 2021, també va venir acompanyada d'un especial de televisió recopilatori anomenat Història d'amor a la comissaria.
Televisió de Catalunya ha doblat i emès en català els primers vint-i-tres films.
- El gratacel explosiu (名探偵コナン 時計じかけの摩天楼 Meitantei Konan: Tokei Jikake no Matenrō), 19 d'abril del 1997.
- La catorzena víctima (名探偵コナン 14番目の標的 Meitantei Konan: Jūyon-banme no Tāgetto), 18 d'abril del 1998.
- L'últim mag del segle (名探偵コナン 世紀末の魔術師 Meitantei Konan: Seikimatsu no Majutsushi), 17 d'abril del 1999.
- Atrapat als seus ulls (名探偵コナン 瞳の中の暗殺者 Meitantei Conan: Hitomi no Naka no Ansatsusha), 22 d'abril del 2000.
- Compte enrere cap al cel (名探偵コナン 天国へのカウントダウン Meitantei Conan: Tengoku no Kauntodaun), 21 d'abril del 2001.
- El fantasma de Baker Street (名探偵コナン ベイカー街の亡霊 Meitantei Conan Beikā Sutorīto no Bōrei), 20 d'abril del 2002.
- Cruïlla a l'antiga capital (名探偵コナン 迷宮の十字路 Meitantei Conan Meikyū no Kurosurōdo), 19 d'abril del 2003.
- El mag del cel platejat (名探偵コナン 銀翼の奇術師 Meitantei Conan Gin-yoku no Majishan), 17 d'abril del 2004.
- Estratègia sobre les profunditats (名探偵コナン 水平線上の陰謀 Meitantei Conan Suiheisenjō no Sutoratejī), 9 d'abril del 2005.
- El rèquiem dels detectius (名探偵コナン 探偵たちの鎮魂歌 Meitantei Conan Tantei-tachi no Requiem), 15 d'abril del 2006.
- La bandera pirata al fons de l'oceà (名探偵コナン 紺碧の棺 Meitantei Conan Konpeki no Jorī Rojā), 21 d'abril del 2007.
- La partitura de la por (名探偵コナン 戦慄の楽譜 Meitantei Conan Senritsu no Furu Sukoa), 19 d'abril del 2008.
- El perseguidor negre (名探偵コナン 漆黒の追跡者 Meitantei Conan Shikkoku no Chaser), 18 d'abril del 2009.
- La nau perduda al cel (名探偵コナン 天空の難破船 Meitantei Conan Tenkuu no Rosuto Shippu), 17 d'abril del 2010.
- Quinze minuts de silenci (名探偵コナン 沈黙の15分 Meitantei Conan Chinmoku no Kwōtā), 16 d'abril del 2011.
- L'onzè davanter (名探偵コナン 11人目のストライカー Meitantei Conan Jūichi Ninme no Sutoraikā), 14 d'abril del 2012.
- El detectiu al mar distant (名探偵コナン 絶海の探偵 Meitantei Conan: Zekkai no Puraibēto Ai), 20 d'abril del 2013.
- El franctirador dimensional (名探偵コナン 異次元の狙撃手 Meitantei Conan: Ijigen no Sunaipā), 19 d'abril del 2014.
- Els gira-sols del foc infernal (名探偵コナン 業火の向日葵 Meitantei Conan: Gōka no Himawari), 18 d'abril del 2015.
- El malson més negre (名探偵コナン 純黒の悪夢 Meitantei Conan: Junkoku no Naitomea), 16 d'abril del 2016.
- La carta d'amor escarlata (名探偵コナン から紅の恋歌 Meitantei Konan: Kara Kurenai no Rabu Retta), 15 d'abril del 2017.
- El cas Zero (名探偵コナン ゼロの執行人 Meitantei Conan: Zero no shikkōnin), 13 d'abril del 2018.
- El puny de safir blau (名探偵コナン 紺青の拳 Meitantei Conan: Konjō no Fisuto), 12 d'abril del 2019.
- La bala escarlata (名探偵コナン 緋色の弾丸 Meitantei Conan: Hiiro No Dangan), 16 d'abril del 2021.
- La núvia de Halloween (名探偵コナン ハロウィンの花嫁 Meitantei Conan: Halloween no hanayome), 15 d’abril de 2022.
- Black iron submarine (名探偵コナン 黒鉄の魚影 Meitantei Konan: Kurogane no Sabumarin), 14 d'abril de 2023.
- The Million Dollar Pentagram (名探偵コナン 100万ドルの五稜星), 12 d'abril de 2024.

### OVA
TMS Entertainment, Nippon Television, i Yomiuri Telecasting Corporation han produït dues sèries d'OVA (Original Video Animation). D'una banda, la sèrie Sunday Original Animation són episodis anuals que els subscriptors de Weekly Shōnen Sunday poden demanar per correu. La primera OVA va estar disponible l'any 2000 i l'última data del 2012; se n'han publicat 12. Els primers nou episodis d'aquesta sèrie es van agrupar en quatre volums DVD anomenats Secret Files i es van posar a la venda entre el 24 de març del 2006 i el 9 d'abril del 2010. La segona sèrie d'OVA, anomenada Magic Files, la formen diversos episodis anuals directament posats a la venda en format DVD. El primer va sortir al mercat l'11 d'abril del 2007 amb quatre episodis. Els Magic Files següents tenen una trama original relacionada amb una pel·lícula de Detectiu Conan, començant amb la dotzena, Detectiu Conan: La partitura de la por. No s'ha doblat al català cap OVA.

### Especials de televisió
Al llarg dels més de vint anys que porta l'anime en antena s'han emès per la televisió diversos episodis i pel·lícules especials:
- Time travel of the silver sky (銀翼のタイムトラベル Gin'yoku no Taimu Toraberu). Estrenat l'any 2004, es tracta d'un episodi especial que servia de pròleg per a la vuitena pel·lícula, El mag del cel platejat.
- Història dels Homes de Negre (ブラックヒストリー 黒ずくめの組織との対決の歴史 Burakku Hisutorī Kuro-zukume no Soshiki to no Taiketsu no Rekishi). Estrenat el 17 de desembre del 2007, es tracta d'un especial de vint-i-cinc minuts de duració on s'hi fa un breu recopilatori dels esdeveniments més importants que s'han produït fins llavors amb relació a la confrontació amb els Homes de Negre. Es va emetre just abans que s'estrenés al Japó la saga d'El xoc entre el vermell i el negre.
- Lupin III vs. Detectiu Conan (ルパン三世VS名探偵コナン Rupan Sansei Vāsasu Meitantei Konan). Estrenat el 27 de març del 2009, es tracta d'un crossover produït per TMS Entertainment, Nippon Television i Yomiuri Telecasting Corporation de dues hores de duració. La història segueix en Shinichi Kudo, que investiga la mort de la reina de Vespània, mentre Arsène Lupin III, de la sèrie Lupin III, intenta robar la corona de la reina. L'especial va aconseguir una audiència rècord d'un 19,5% de share al Japó. A aquest episodi el va succeir el llargmetratge Lupin III vs. Detectiu Conan: La pel·lícula (ルパン三世VS名探偵コナン The Movie Rupan Sansei Bāsasu Meitantei Konan The Movie), estrenat als cinemes japonesos el desembre del 2013.
- Kogoro Mouri, el fugitiu (逃亡者・毛利小五郎 Tōbōsha Mōri Kogorō). Estrenat el 23 d'abril del 2014, es tracta d'un especial de la durada d'un episodi normal de l'anime basat en el capítol 594 del manga. Es va poder veure en primer lloc a través de dispositius mòbils, i el 3 de gener del 2015 es va emetre per televisió amb el títol Bon any nou, Kogoro Mouri (謹賀新年 毛利小五郎 Kingashin'nen Mōri Kogorō).
- La desaparició d'en Conan Edogawa. Els dos pitjors dies de la història (江戸川コナン失踪事件 ~史上最悪の二日間~ Edogawa Conan Shissō Jiken ~Shijō Saiaku no Futsukakan~). Es va estrenar el 26 de desembre del 2014 per commemorar el vintè aniversari de la publicació del primer volum del manga, l'any 1994, i arribà al 12,1% de share el dia de la seva estrena. Fou estrenada en català en format DVD el 8 de juny del 2020,[49] i pel Canal Super3 el 4 de juliol del 2020.[50]

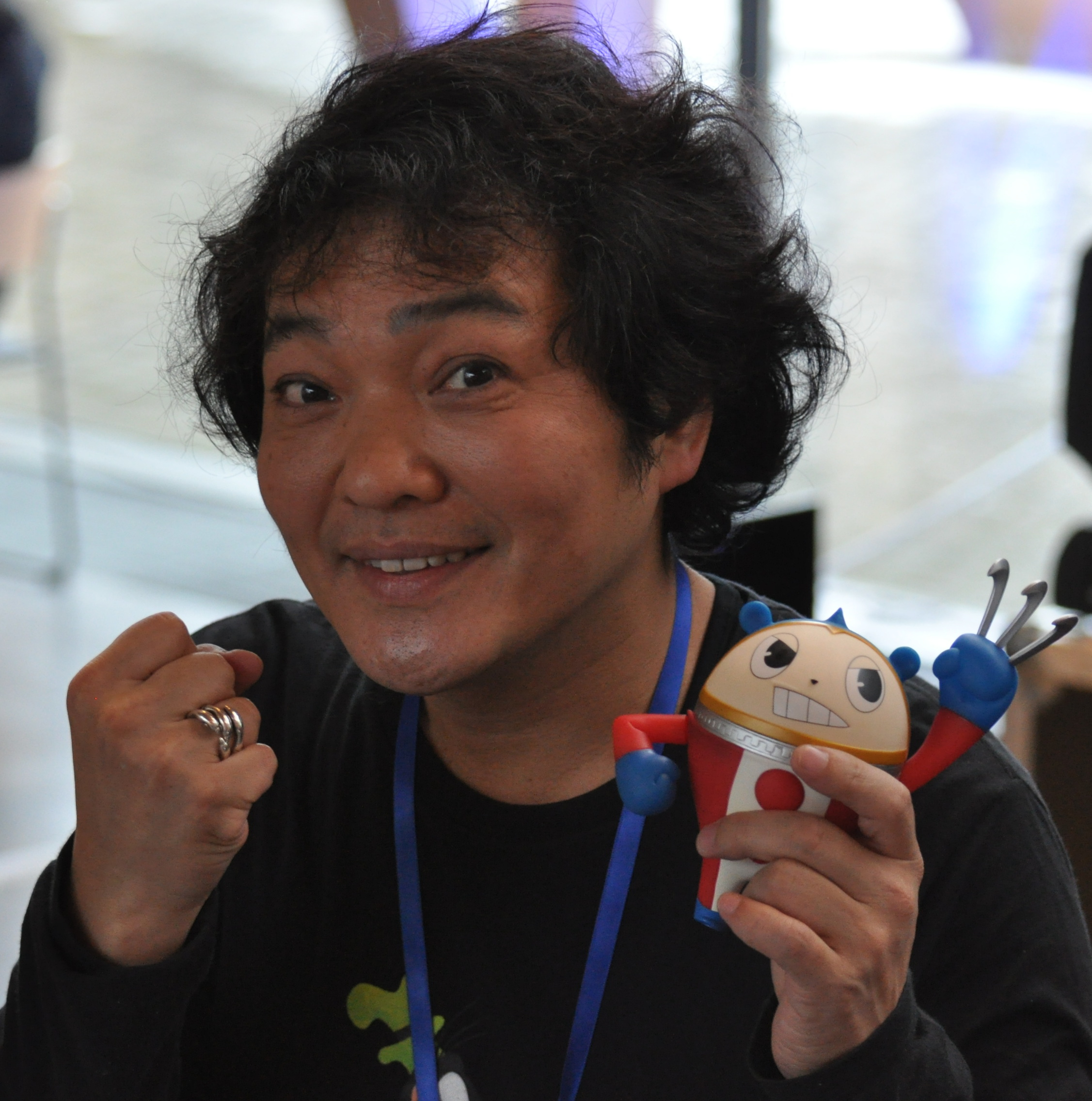
Kappei Yamaguchi és la veu d'en Shinichi Kudo i d'en Kaito Kid al doblatge original japonès.

- Episodi 1. El detectiu que es va encongir (エピソード"ONE" 小さくなった名探偵 Episōdo "Wan" Chīsakunatta Meitantei). S'estrenà el 9 de desembre del 2016 per commemorar el vintè aniversari de l'estrena de la sèrie animada a televisió, a l'any 1996. Es tracta d'un remake del primer capítol de la sèrie on, a més dels esdeveniments que es s'hi produeixen, s'explica de manera ordenada i detallada, amb escenes inèdites, els esdeveniments previs al moment en què s'inicia el primer episodi de la sèrie. Va obtenir una quota de pantalla al Japó del 10,7%. Fou estrenada en català en format DVD el 13 de desembre del 2019,[51] i pel Canal Super3 el 22 de març del 2020.[52]

### Doblatge
El doblatge en català per a l'anime i les pel·lícules s'ha fet a 103 TODD-AO Estudios, Audioclip i Takemaker (Catalunya), Estudi de Música (País Valencià) i Graus Balear (Illes Balears).
- Direcció: Joan Pera, David Corsellas, Teresa Manresa i Carles Nogueras (Catalunya), Benja Figueres (València).
- Traducció: Verònica Calafell, Barbara Pesquer, Marina Bornas i Quim Roca (Catalunya), Carlos Ortega (València), Sarai-María Arias (Illes Balears).
- Intèrprets de les cançons en el doblatge valencià: Rosa López.

| Personatge                 | Veu al Japó                        | Veu a Catalunya                                                    | Veu al País Valencià                                           | Veu a les Illes Balears |
| -------------------------- | ---------------------------------- | ------------------------------------------------------------------ | -------------------------------------------------------------- | ----------------------- |
| Shinichi Kudo              | Kappei Yamaguchi                   | Óscar Muñoz                                                        | Benja Figueres                                                 | Miquel Ruiz             |
| Conan Edogawa              | Minami Takayama                    | Joël Mulachs                                                       | Inma Sancho                                                    | (Desconegut)            |
| Ran Mouri                  | Wakana Yamazaki                    | Núria Trifol                                                       | Rosa López                                                     | Marga López             |
| Kogoro Mouri               | Akira Kamiya / Rikiya Koyama       | Mark Ullod / Jordi Royo                                            | José Garcia Tos                                                | (Desconegut)            |
| Hiroshi Agasa              | Kenichi Ogata                      | Fèlix Benito/Toni Sevilla                                          | Joan Espuig                                                    | (Desconegut)            |
| Genta Kojima               | Wataru Takagi                      | Miquel Bonet                                                       | Ignasi Díaz                                                    | (Desconegut)            |
| Mitsuhiko Tsuburaya        | Ikue Ootani                        | Elisabet Bargalló                                                  | Laura Violeta                                                  | (Desconegut)            |
| Ayumi Yoshida              | Yukiko Iwai                        | Meritxell Ané / Berta Cortés                                       | Eva Bau                                                        | (Desconegut)            |
| Ai Haibara / Shiho Miyano  | Megumi Hayashibara                 | Roser Aldabó                                                       | Marta Aparicio                                                 | (No aparegut)           |
| Sonoko Suzuki              | Naoko Matsui                       | Eva Lluch                                                          | Laura Violeta                                                  | Assumpta Massutí        |
| Heiji Hattori              | Ryo Horikawa                       | Hernan Fernández                                                   | Dario Torrent                                                  | (Desconegut)            |
| Kazuha Toyama              | Yûko Miyiyamura                    | Isabel Valls / Mònica Padrós                                       | Sílvia Cabrera                                                 | (No aparegut)           |
| Kaito Kid                  | Kappei Yamaguchi                   | Claudi Domingo / Jordi Nogueras                                    | Dario Torrent                                                  | (No aparegut)           |
| Eri Kisaki                 | Gara Takashima                     | Teresa Manresa                                                     | Marina Viñals / Julia Sorlí                                    | (Desconegut)            |
| Yusaku Kudo                | Hideyuki Tanaka                    | Germán José / Pau López / Santi Lorenz                             | Gabriel Pareja                                                 | (Desconegut)            |
| Yukiko Kudo                | Sumi Shimamoto                     | Rosa Guillén                                                       | Marina Viñals                                                  | (Desconegut)            |
| Juzo Megure                | Fûrin Cha                          | Ramon Canals                                                       | Rafael Ordoñez                                                 | (Desconegut)            |
| Wataru Takagi              | Wataru Takagi                      | David Corsellas / Marc Gómez                                       | Joan Montañana                                                 | (Desconegut)            |
| Miwako Sato                | Atsuko Yuya                        | Teresa Soler / Meritxell Sota                                      | Sílvia Cabrera                                                 | (No aparegut)           |
| Kazunobu Chiba             | Isshin Chiba                       | Aleix Estadella / Josep Maria Mas                                  | Carles Caparrós                                                | (No aparegut)           |
| Ninzaburo Shiratori        | Kaneto Shiozawa / Kazuhiko Inoue   | Josep Maria Mas / Jordi Salas                                      | Enric Puig                                                     | (No aparegut)           |
| Yumi Miyamoto              | Yu Sugimoto                        | Eva Martí / Irene Miràs                                            | Nina Romero / Laura Violeta                                    | (No aparegut)           |
| Naeko Miike                | Rie Tanaka                         | Elisabet Bargalló                                                  | (No aparegut)                                                  | (No aparegut)           |
| Ginzo Nakamori             | Unsho Ishizuka / Koji Ishii        | Eduard Itchart / Toni Sevilla / Francesc Figuerola                 | César Lechiguero                                               | (No aparegut)           |
| Shintaro Chaki             | Nobuo Tanaka                       | Ivan Cànovas                                                       | (Desconegut)                                                   | (No aparegut)           |
| Kyoue Kuroda               | Yukimasa Kishino                   | Toni Sevilla                                                       | (No aparegut)                                                  | (No aparegut)           |
| Kiyonaga Matsumoto         | Seizo Kato                         | Ángel del Río                                                      | Sergi Capelo                                                   | (No aparegut)           |
| Sango Yokomizo             | Akio Otsuka                        | Albert Socias / Pep Ribas                                          | Enric Puig                                                     | (Desconegut)            |
| Jugo Yokomizo              | Akio Otsuka                        | Albert Socias / Pep Ribas                                          | Gabriel Pareja / Enric Puig                                    | (No aparegut)           |
| Misao Yamamura             | Toshio Furukawa                    | Jaume Costa / Jaume Aguiló                                         | Enric Puig                                                     | (No aparegut)           |
| Kansuke Yamato             | Yuji Takada                        | Oriol Rafel                                                        | (No aparegut)                                                  | (No aparegut)           |
| Yui Uehara                 | Ami Koshimizu                      | Carme Calvell                                                      | (No aparegut)                                                  | (No aparegut)           |
| Taka'aki Morofushi "Komei" | Sho Hayami                         | Sergi Zamora                                                       | (No aparegut)                                                  | (No aparegut)           |
| Goro Otaki                 | Norio Wakamoto                     | Jaume Lleal                                                        | César Lechiguero                                               | (No aparegut)           |
| Yuya Kazami                | Nobuo Tobita                       | Sergi Zamora                                                       | (No aparegut)                                                  | (No aparegut)           |
| Jodie Starling             | Miyuki Ichijou                     | Teresa Manresa / Montse Puga                                       | Marina Viñals                                                  | (No aparegut)           |
| Shuichi Akai               | Shuichi Ikeda                      | Manuel Gimeno                                                      | Carles Caparrós                                                | (No aparegut)           |
| James Black                | Iemasa Kayumi                      | Enric Isasi-Isasmendi                                              | Joan Espuig                                                    | (No aparegut)           |
| André Camel                | Kiyoyuki Yanada                    | Pep Ribas                                                          | (No aparegut)                                                  | (No aparegut)           |
| Gin                        | Yukioshi Hori                      | Luis Grau                                                          | Enric Puig / Gabriel Pareja / Jorge Tejedor / César Lechiguero | (Desconegut)            |
| Vodka                      | Fumihiko Tachiki                   | Albert Roig / Albert Socías / Joan Massotkleiner / Domènech Farell | César Lechiguero / Sergi Capelo                                | (Desconegut)            |
| Vermouth / Chris Vineyard  | Koyama Mami                        | Teresa Manresa / Lourdes Fabrés                                    | Laura Violeta / Júlia Sorlí                                    | (No aparegut)           |
| Chianti                    | Kikoku Inoue                       | Mar Roca / Marta Moreno                                            | (No aparegut)                                                  | (No aparegut)           |
| Korn                       | Hiroyuki Kinoshita                 | Francesc Figuerola / Santi Lorenz                                  | (No aparegut)                                                  | (No aparegut)           |
| Kir/Hidemi Hondo           | Mitsushi Kotono                    | Elisa Beuter                                                       | (No aparegut)                                                  | (No aparegut)           |
| Bourbon/Tōru Amuro         | Tohru Furuya                       | Roger Pera                                                         | (No aparegut)                                                  | (No aparegut)           |
| Akemi Miyano               | Sakiko Tamagawa                    | Marta Ullod / Elvira García                                        | Sílvia Cabrera                                                 | (No aparegut)           |
| Elena Miyano               | Hiroko Suzuki / Megumi Hayashibara | Maria Moscardó                                                     | Rosa López                                                     | (No aparegut)           |
| Doctor Araide              | Hideyuki Hori                      | Marc Zanni / Pep Papell / Roger Isasi-Isasmendi / Santi Lorenz     | Enric Puig                                                     | (No aparegut)           |
| Sumiko Kobayashi           | Yuko Kato                          | Teresa Manresa / Sílvia Vilarrasa                                  | Júlia Sorlí                                                    | (No aparegut)           |
| Makoto Kyogoku             | Nobuyuki Hiyama                    | Àlex de Porrata                                                    | Darío Torrent                                                  | (No aparegut)           |
| Azusa Enomoto              | Mikiko Enomoto                     | Marta Ullod / Mar Roca / Irene Miràs                               | Nina Romero                                                    | (No aparegut)           |
| Eisuke Hondo               | Junko Noda                         | Marcel Navarro                                                     | (No aparegut)                                                  | (No aparegut)           |
| Subaru Okiya               | Ryotaro Okiayu                     | Carles di Blasi / Daniel Albiac                                    | (No aparegut)                                                  | (No aparegut)           |
| Masumi Sera                | Noriko Hidaka                      | Clara Schwarze                                                     | (No aparegut)                                                  | (No aparegut)           |
| Shukichi Haneda            | Toshiyuki Morikawa                 | Héctor García                                                      | (No aparegut)                                                  | (No aparegut)           |
| Mary Sera                  | Atsuko Tanaka                      | Geni Rey                                                           | (No aparegut)                                                  | (No aparegut)           |
| Sakurako Yonehara          | Sakura Tange                       | Lourdes Fabrés                                                     | (No aparegut)                                                  | (No aparegut)           |
| Jirokichi Suzuki           | Ichiro Nagai / Kosei Tomita        | Joan Massotkleiner                                                 | Joan Espuig                                                    | (No aparegut)           |
| Saguru Hakuba              | Akira Ishida                       | Masumi Mutsuda                                                     | Ignasi Díaz                                                    | (No aparegut)           |
| Takahiro Sanada            | Hiroyuki Yoshino                   | Masumi Mutsuda                                                     | (No aparegut)                                                  | (No aparegut)           |
| Ryusuke Higo               | Takahiro Sakurai                   | Jordi Nogueras                                                     | (No aparegut)                                                  | (No aparegut)           |
| Font: Anime News Network   |                                    |                                                                    |                                                                |                         |

## Altres adaptacions

### Videojocs
Poc després del debut a la televisió, El detectiu Conan va tenir un primer videojoc. El desembre del 1996 va sortir a la venda Detective Conan: Chika Yuuenchi Satsujin Jiken per a la Game Boy. Des de llavors, s'han publicat una vintena de videojocs per a diverses plataformes, incloses la Nintendo DS, la PlayStation Portable o la Wii. La majoria de jocs s'han posat a la venda només al Japó, tot i que Nobilis va portar Case Closed: The Mirapolis Investigation a la regió PAL. Bandai ha desenvolupat tots els videojocs per a Game Boy, les consoles de Sony, la WonderSwan i la Nintendo DS. Banpresto va desenvolupar els títols per a la Game Boy Color i la Game Boy Advance.

### Drama live action
Yomiuri Telecasting Corporation i TMS Entertainment van crear quatre especials de televisió i una sèrie live action basats en El detectiu Conan. Els primers dos especials es van estrenar el 2006 i el 2007 amb Shun Oguri com a Shinichi Kudo i Tomoka Kurokawa com a Ran Mouri. El tercer i quart especials van ser el 2011 i 2012 amb Junpei Mizobata com a Shinichi i Shioli Kutsuna com a Ran. Aquest mateix repartiment va servir també per a la sèrie de televisió que es va emetre entre el 7 de juliol i el 29 de setembre del 2011.

### Altres mitjans
Per celebrar el 50è aniversari de la revista Weekly Shōnen Sunday i de la Weekly Shōnen Magazine, les dues capçaleres van col·laborar per publicar cada dues setmanes revistes amb capítols de les sèries Detectiu Conan i The Kindaichi Case Files. Es van publicar del 10 d'abril al 25 de setembre del 2008.
Shogakukan ha publicat diversos llibres relacionats amb la sèrie Detectiu Conan. En destaquen 50 volums d'una sèrie d'anime còmics publicats al Japó entre el juny del 1996 i l'agost del 2000, que adapten els primers 143 episodis de l'anime, tot i que alguns es van descartar. Entre el juliol del 2001 i el gener del 2002 es van publicar cinc anime còmics més que adaptaven alguns episodis entre el 162 i el 219. A més, es van editar 13 guies oficials entre el juny del 1997 i l'abril del 2009. Shogakukan també ha publicat novel·les i llibres recopilatoris, educatius i de trencaclosques. digest books,

## Recepció
El manga de Detectiu Conan ha venut més de 230 milions de còpies arreu del món: és, en conseqüència, la quarta sèrie de manga amb més vendes. Al Japó, els volums individuals apareixen sovint a les llistes de mangues més venuts. La revista Nikkei Entertainment va publicar el 2011 una llista dels 50 autors de manga amb més vendes des del gener del 2010: Gosho Aoyama, l'autor de Detectiu Conan, ocupava la 16a posició, amb 3.320.000 exemplars venuts. Va ser el 17è manga més venut el 2012, amb 2.430.572 còpies. El 2013 va passar a ocupar la 24a posició en aquesta llista, amb 1.966.206 còpies. Va guanyar el 46è Premi de manga Shōgakukan en la categoria shōnen el 2001, i les respostes d'una enquesta en línia a ciutadans Japonesos de vint-i-pocs anys indicaven que era un dels tres mangues que volien que es continués publicant. Diversos volums han aparegut a les llistes de mangues best-sellers del The New York Times. A França, la sèrie va rebre una nominació al Festival del Còmic d'Angulema en la categoria de novel·la gràfica.
L'adaptació animada de la sèrie també és popular al Japó; ha aparegut als rànquings de la televisió japonesa diverses vegades. A la Xina va ser la segona animació més emesa a la televisió l'any 2004. Diverses pel·lícules han rebut nominacions en premis japonesos. El novè film va estar nominat a la cinquena edició dels Tokyo Anime Awards, i els següents cinc al Premi de l'Acadèmia Japonesa a la millor pel·lícula d'animació els seus respectius anys d'estrena. Als Estats Units, l'anime ha rebut crítiques negatives per l'adaptació del contingut i dels noms dels personatges. Jeffrey Harris, d'IGN, trobava sense sentit canviar els noms dels personatges (a tall d'exemple, en Shinichi Kudo passava a anomenar-se Jimmy Kudo, i la Ran Mouri, Rachel Moore) i Carl Kimlinger, d'Anime News Network, opinava que la modificació d'algunes referències culturals japoneses feia que alguns dels misteris i investigacions esdevinguessin il·lògics.
A Catalunya la sèrie d'anime és popular des de la seva estrena, el 2001. Va ser el cinquè programa amb més audiència del K3/33 l'any 2007, amb una mitjana de 111.000 espectadors i un 6,3% de quota de pantalla. El maig del 2018 fou el segon programa amb més reproduccions a la web del Super3: 124.000. A més, els espectadors han demanat el retorn de la sèrie i l'emissió de nous capítols en diverses ocasions.
El 2006, el govern japonès va fer servir el personatge d'en Conan en campanyes institucionals per explicar mesures contra la delinqüència i de seguretat als infants. Pensant en la mateixa audiència, el Ministeri d'Afers Exteriors del Japó va fer servir en Conan i els seus amics en dos fulletons: un per promoure la missió del ministeri, i un altre per donar a conèixer una cimera del G8 celebrada al país el 2010. A la població natal de Gosho Aoyama, Hokuei, hi ha diverses escultures de bronze d'en Shinichi Kudo, d'en Conan Edogawa i de la Ran Mouri.